# كانغاس ديل نارثيا
بلدية كانغاس ديل نارثيا (بالإسبانية: Cangas del Narcea) هي بلدية تقع في منطقة أستورياس شمال غرب إسبانيا.

## الديموغرافيا
بلغ عدد سكان بلدية كانغاس ديل نارثيا 14.249 نسمة عام 2011 (وفقاً للمعهد الوطني للإحصاء الإسباني).
| 18.110 | 17.593 | 16.612 | 15.672 | 15.127 | 14.589 | 14.249 |

## أعلام
- جوناثان رودريغيز
- أنطونيو مينينديث